# Пайкуль, Отто Арнольд
Отто Арнольд фон Пайкуль (нем. Otto Arnold von Payküll; 1662, Шведская Ливония — 4 (14) февраля 1707, Стокгольм) — лифляндский дворянин, генерал-лейтенант саксонско-польской армии Августа II. Участник Северной войны.
По происхождению лифляндец. В возрасте 15 лет уехал в Германию. Был человеком разносторонних способностей, увлекался алхимией. Он был пажом при королевском дворе Саксонии в 1677 г.
После нескольких лет службы во Франции фон Пайкуль вернулся в Саксонию и к началу Северной войны поступил на саксонскую службу. Сыграл значительную роль в Спилвском сражении.
Во время военных действий в Польше попал в плен к шведам и по приказу шведского короля Карла XII 4 февраля 1707 года (по шведскому календарю) был обезглавлен на эшафоте как перебежчик и предатель. В обмен на свою жизнь предлагал Карлу XII секрет искусства получения золота.